# Боднар, Игорь Ярославович
Игорь Ярославович Боднар (укр. Ігор Боднар; 8 января 1941, Стрый — 19 января 2011, Львов, Украина) — украинский график, представитель генерации художников-шестидесятников, профессор Львовской национальной академии искусств (факультет декоративно-прикладного искусства, кафедра художественного текстиля), член национального союза художников Украины.

## Биография
Учёба в средней школе № 1 Стрыя, профессиональное образование получил во Львовской Национальной Академии искусств (1959—1965) на отделении художественного текстиля.
- 1963 — Впервые представляет работы на художественных выставках.
- 1966 — Начало преподавательской деятельности во Львовской Национальной Академии искусств на кафедре художественного текстиля.
- 1969 — Первая персональная выставка произведений на Украине (Львов, Союз писателей Украины).
- 1970 — Впервые принимает участие в международных выставках (Жешув, Польша).
- 1971 — Член Союза художников.
- 1992 — Присвоено учёное звание профессора.
- 2011 — Последняя прижизненная выставка (Львов).

## Публикации И.Боднара
- «Уставки» Космача та Верховини // VII наукова конференція |ЛНІПДМ| за 1965 р. Тези доп. — Л., 1966. — С.14-15.
- Деякі особливості народного ткацтва Волині // VIIІ наукова конференція |ЛНІПДМ| за 1966 р. Тези доп. — Л., 1967. — С.57-59.
- Народні тканини в інтер'єрі Львівщини // Х наукова конференція |ЛНІПДМ| за 1968 р. Тези доп. — Л., Вид-во Львівського ун-ту 1969 — С.92-94.
- Орнаментика карпатських вишивок // Народна творчість та етнографія. — 1969: Збірник матеріалів. — Л., — ч. 2. — С. 55-58
- Килимарниця з Космача: [Про творчість Є. Слюсарчук] // Громадське покликання митця: Збірник матеріалів. — Львів. Вища школа, 1977. — С.153-155.
- Текстильная пластика: Методические указания для студентов І курса по теме «Объемно-пространственная композиция в художественном текстиле». — Львов. ЛГИПДМ, 1981. — 8 С.
- Основы композиции: Методические указания для студентов I курса"Художественный текстиль". — Львов. ЛГИПДМ, 1989. — 20 с.
- Площинні композиції. Тези лекцій та завдання з курсу «Основи композиції» для студентів І курсу художнього текстилю. — Львів ЛДІПДМ. 1991. — 16 с.- Співавтор Г. Д. Кусько.
- Ще одна суверенність — Іван Кулик // Мистецькі студії. — 1993. — № 2-3. С.147. С.84.
- Маляр Андрій Ментух // Шлях Перемоги. — 1994. — 12 лист.
- Основні закони і правила композиції: Конспект лекцій для студентів І курсу з предмету «Основи композиції». Львів. ЛАМ. 1994. — 24 С.
- Над вертепом звізда ясна…: |Про творчість Д.Парути, Н.Паук, Б.Сороки, І.Франка, М.Яціва| // Дзвін. — 1995. — № 1. — С.151-155.
- Надія і поривання:|Про Я.Музику| // Дзвін. — 1995. — № 12. — С.150-153.
- Никифор (Епіфаній Дровняк, 1895—1968) // Вісник ЛАМ. — Вип. ІІ. — Львів, 2000